# Antoni z Hoornaert
Antoni z Hoornaert (ur. w Hoornaert, zm. 9 lipca 1572 w Brielle) – kapłan franciszkanin, męczennik, święty Kościoła katolickiego.
Należy do grupy dziewiętnastu katolickich męczenników, którzy zostali zamordowani ze względu na swe przywiązanie do papiestwa i wiarę w obecność Chrystusa pod Postaciami Eucharystycznymi w holenderskim mieście Gorkum w XVI wieku, kanonizowani 29 czerwca 1865.

## Życiorys
Urodził się w ubogiej rodzinie. Będąc jeszcze bardzo młodym, wstąpił do franciszkanów, gdzie po odbyciu nowicjatu skierowany został na studia filozoficzno-teologiczne przygotowujące do święceń kapłańskich. Jako kapłan troszczył się o to, by katolicy nie przechodzili na kalwinizm.
W 1572 w wyniku działalności Marcina Lutra i Jana Kalwina spora część Europy znalazła się bowiem poza wpływami Kościoła katolickiego. Ikonoklazm protestancki ogarnął siedemnaście prowincji Niderlandów. Gdy władzę przejęli kalwińscy gezowie występujący przeciwko hiszpańskim Habsburgom aresztowano franciszkanów z Gorkumm w tym Antoniego z Hoornaert i kilku innych duchownych katolickich. Chciano ich torturami zmusić do odstąpienia od wiary katolickiej. Następnie przewieziono ich do Brielle, gdzie ponieśli śmierć męczeńską 9 lipca 1572. Zbrodnia miała miejsce w spichlerzu przy klasztorze św. Elżbiety, byłej siedzibie augustianów. Ciała zabitych zostały przez gezów poćwiartowane. W nocy z 10 na 11 lipca wrzucono je do dwóch wykopanych dołów i zasypano.

## Kult publiczny
Ekshumacja miała miejsce w 1615. Ciała 19 męczenników z Gorkum przeniesiono do kościoła franciszkańskiego w Brukseli. Do kultu publicznego wystawiono je 22 czerwca 1616.
Grupa męczenników z Gorkum została beatyfikowana przez papieża Klemensa X w Rzymie 24 listopada 1675. Kanonizacji dokonał Pius IX 29 czerwca 1867. Liturgiczne wspomnienie obchodzone jest w Kościele katolickim 9 lipca.